# Audeloncourt
Audeloncourt ist eine französische Gemeinde mit 80 Einwohnern (Stand: 1. Januar 2022) im Département Haute-Marne in der Region Grand Est. Sie gehört zum Kanton Poissons und zum Arrondissement Chaumont. 

## Geografie
Die Gemeinde Audeloncourt liegt an der oberen Maas im Zentrum der Landschaft Bassigny, etwa 30 Kilometer östlich von Chaumont. Sie ist umgeben von folgenden Nachbargemeinden:
| Vroncourt-la-Côte | Maisoncelles                                | Levécourt              |
|                   | Kompassrose, die auf Nachbargemeinden zeigt |                        |
| Clefmont          |                                             | Breuvannes-en-Bassigny |

## Bevölkerungsentwicklung
| Jahr                       | 1962 | 1968 | 1975 | 1982 | 1990 | 1999 | 2008 | 2019 |
| -------------------------- | ---- | ---- | ---- | ---- | ---- | ---- | ---- | ---- |
| Einwohner                  | 169  | 164  | 150  | 129  | 114  | 98   | 98   | 87   |
| Quellen: Cassini und INSEE |      |      |      |      |      |      |      |      |